# Stazione di Oyashirazu
La stazione di Oyashirazu (親不知駅?, Oyashirazu-eki) è una fermata ferroviaria della città di Itoigawa della prefettura di Niigata, in Giappone.
A partire dal 2015 la gestione della stazione verrà ceduta dalla JR West alla società ferroviaria Ferrovia Echigo Tokimeki in concomitanza con l'apertura dell'estensione dello Hokuriku Shinkansen da Nagano a Kanazawa.

## Linee
JR West
■ Linea principale Hokuriku

## Struttura
La fermata è costituita da un marciapiede a isola con due binari passanti in superficie. Il fabbricato viaggiatori, contenente una piccola sala d'attesa e privo di biglietteria e distributore di biglietti, dà accesso al marciapiede centrale tramite un passaggio a livello interno.
| 1 | ■ Linea principale Hokuriku | per Toyama e Kanazawa  |
| 2 | ■ Linea principale Hokuriku | per Itoigawa e Naoetsu |

## Stazioni adiacenti
| 《                        | Servizio                  | 》                        |
| Linea principale Hokuriku | Linea principale Hokuriku | Linea principale Hokuriku |
| ------------------------- | ------------------------- | ------------------------- |
| Ichiburi                  | -                         | Ōmi                       |